# Фэрис, Келли
Келли Элизабет Фэрис (англ. Kelly Elizabeth Faris; род. 16 января 1991 года в Плейнфилде, штат Индиана, США) — американская профессиональная баскетболистка, выступавшая в женской национальной баскетбольной ассоциации. Была выбрана на драфте ВНБА 2013 года в первом раунде под одиннадцатым номером командой «Коннектикут Сан». Играла на позиции атакующего защитника.

## Ранние годы
Келли родилась 16 января 1991 года в небольшом городке Плейнфилд (штат Индиана) в семье Боба и Конни Фэрис, а училась в соседнем городе Индианаполис в христианской школе Херитейдж, где выступала за местную баскетбольную команду.